# ワールド極真会空手連盟

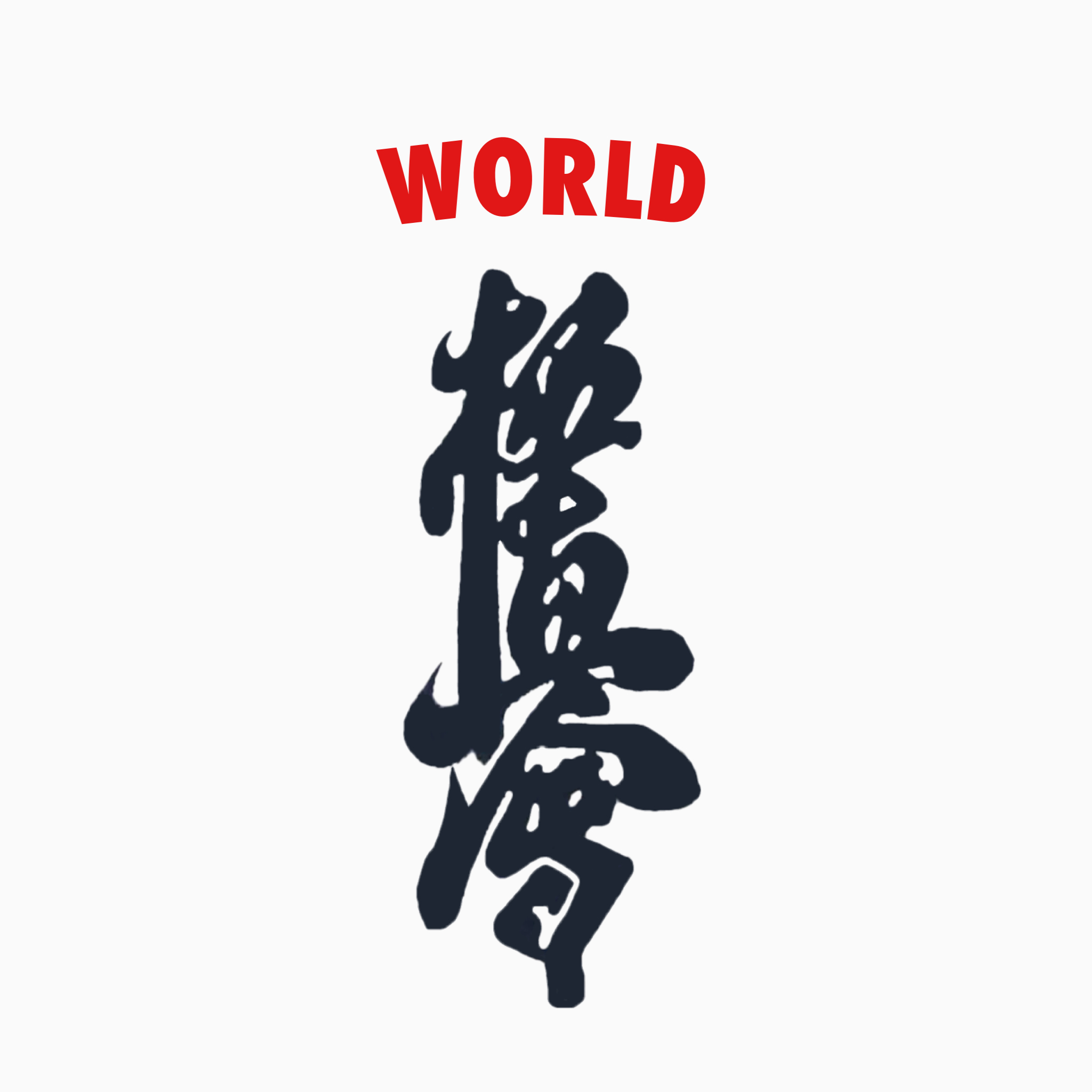
ワールド極真会空手連盟の公式ロゴ

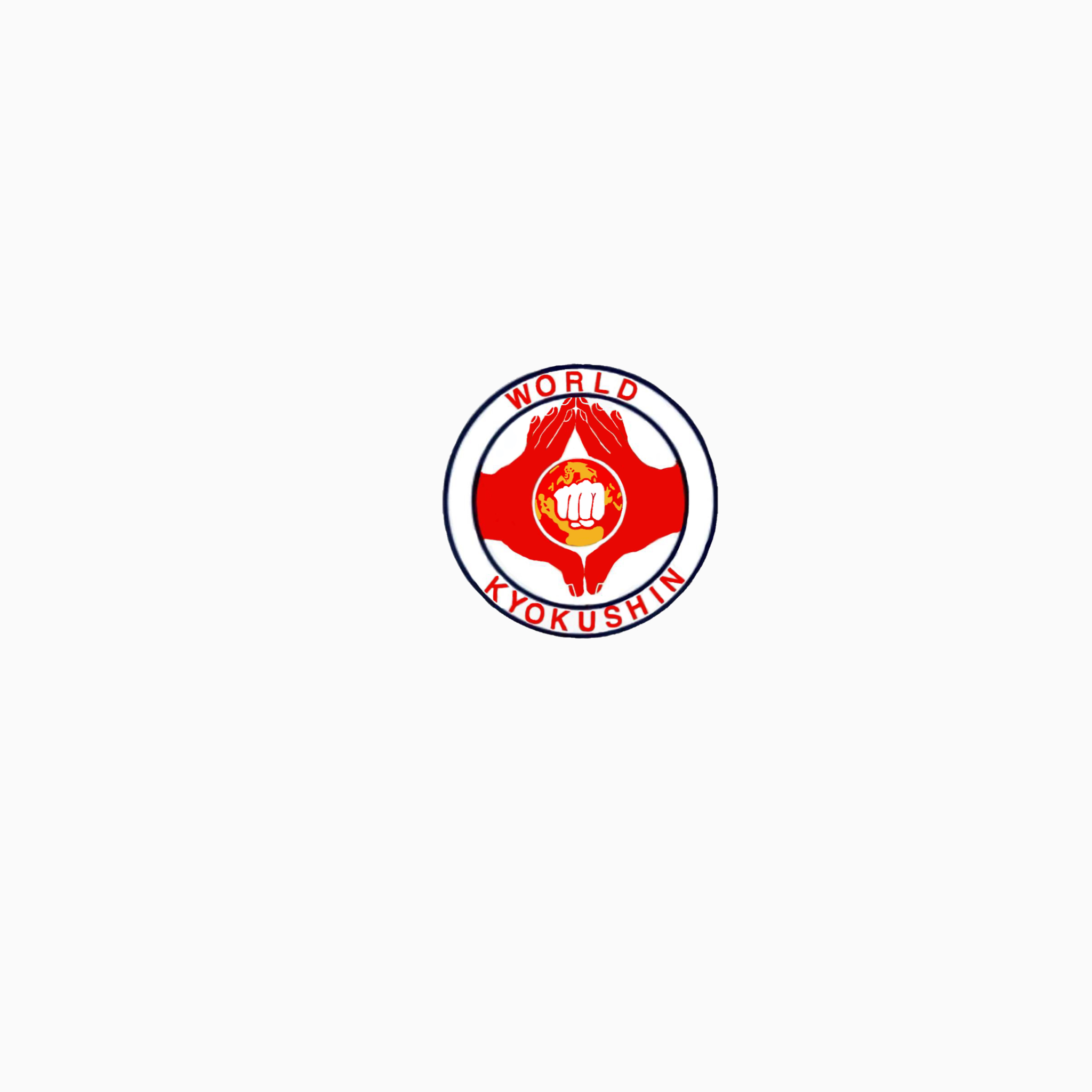
ワールド極真会空手連盟マーク

一般社団法人 ワールド極真会空手連盟（わーるどきょくしんかいからてれんめい、英語: World Kyokushin Kai Karate Organization、略称：WKKO）は、世界各国に極真空手を普及する極真空手における会派連盟。世界60カ国に支部を開設。

## 概要
1959年：極真空手創設者である大山倍達(おおやま ますたつ)総裁の愛弟子であるフランス人ROJER・LESOURD(ロジャー・レソウド)師範が当初 (フランス／カナダ／アメリカ)で法人登記した極真支部の連盟団体。（WORLD KYOKUSHIN KAI KARATE ORGANIZATION）
1992年：ROJER・LESOURD (ロジャー・レソウド)師範(61才)の死去後、二代目をANDREY・COULOMBE (アンドレイ・コロムベ）が宗家として継承。法人番号（33785-0085）
1994年：【平成6年】4月26日午前8時、肺癌による呼吸不全のため東京都中央区にある聖路加国際病院で死去。(大山倍達) 総裁亡き後はANDREY COULOMBEの決断とし他に属さず孤立。
2015年：ANDREY・COULOMBEと岩下清伸(いわした せいしん)が血判状を結び継承。岩下清伸を三代目後継者とした。
2016年：日本登記 指定年月日	2016年12月13日
一般社団法人ワールド極真会空手連盟（日本法人番号2000-05-012581）

## 役員
- 代表理事（館長） : 岩下清伸
- 名誉総裁 : 西原賢治 （株式会社笹川総合研究所）社長
- 統括顧問 : アンドレイ・コロムベ（元ワールド極真会空手連盟の二代目宗家）（アメリカ合衆国・フロリダ）
- 参与 : 高田誠喜 （ 在名古屋カンボジア王国名誉領事館） 領事
- 副館長 : Ashok・kumar・shrestha   アショック・クマー・シェレスタ (ネパール支部長)
- 本部長 : Marcel・Smit（ネザーランド支部長）
- 幹事（顧問） : HERBERT・E・FORSTER（スイス支部長）
- 実行委員長 : YIN　SOVANNY（カンボジア王国首相顧問）閣下
- 事務局長 : 東 純平 （ 作詞・作曲家）
- 顧問 : 小川大介  小川フード＆サービス（株）社長
- 館長顧問 : 清水祐治（愛知統括支部長）闘真会館
- 顧問 : 山田倫久(旧・大山道場門下生)（作詞・作曲家）
- 館長顧問 : 古手正紀　（元極真会館岐阜支部指導員）
- 海外事業部局長 : 山村崇洋
- 名誉顧問 : 吉田武義　（在名古屋ガンビア共和国名誉領事館統括顧問）
- アフリカ大陸代表 : Abdalsalam・Alshaheibi (リビア支部長)
- アジア大陸代表 : Himmat・Singh　(インド支部長)
- 東京支部支部長 : 宮川涼

その他

## 国内支部
- 岐阜県　岐阜総本部
- 愛知県／安城市／岡崎市／大府市／刈谷市／常滑市／名古屋市
- 岡山県
- 東京都　立川/国立/武蔵境

## 海外支部
- あ行: アメリカ ／アルゼンチン／イラン／インド／ウルグアイ／エジプト／エクアドル ／オマーン
- か行: カンボジア
- さ行: スイス ／スコットランド／スペイン／セントマーチン／ジョージア
- た行: チリ／チュニジア／ドイツ
- な行: ネザーランド／ネパール／ノルウェー
- は行: ハイチ／パキスタン／バングラデシュ／フィリピン／ブラジル／フランス／ポーランド／香港
- ま行: マダガスカル／南アフリカ共和国／モロッコ ／モーリタニア
- ら行: リビア／ロシア／レバノン

（廃止支部）アルジェリア／イラク／インドネシア／イタリア／オーストラリア／オーストリア／台湾
その他　
海外支部の増減は時より変動が有り。

## 型
ワールド極真会空手連盟(WKKO)の主な型は次のとおり。
- 太極(たいきょく)その1～太極その3
- 正道の型(せいどうのかた)
- 太極足技(たいきょくそくぎ)1～3
- 平安 (ピンアン)I/II/III/IV/V
- 安三（ヤンツー）
- 撃砕大(げきさいだい)
- 撃砕小(げきさいしょう)
- 平安裏(ピンアンウラ) I/II/III/IV/V
- 臥龍(がりゅう)
- 十八(セーパイ)
- 最破(サイハ)
- 転掌（てんしょう）
- 抜塞大(バッサイダイ)
- 鉄騎(てっき)その1～その3
- 征遠鎮(セイエンチン)
- 観空(カンクウ)
- 五十四歩(スーシホ)

棒の型
- 正道の棍(せいどうのこん)
- 大城の棍(おおしろのこん)
- 周氏の棍(しゅうしのこん)

その他
トンファの型
ヌンチャクの型

## 大会について
大会・セミナー
2011年
日本（総本部セミナー）、カンボジア（フン・セン首相特殊部隊セミナー、プラダル・セレイ極真空手指導セミナー）、アメリカ（(ANDREYセミナー）
2012年
スリランカ、ブラジル、アメリカ
2013年
スリランカ、ブラジル、アメリカ (ANDREYセミナー)
2014年
スリランカ、イラン、オーストリア、ブラジル、アメリカ (ANDREYセミナー)
2015年
8月3日～10日 (名古屋セミナー)
スリランカ、イラン(大会・セミナー)、モロッコ(セミナー)、インド、ブラジル、アメリカ  (ANDREYセミナー)
2016年
ネパール、スリランカ、インド、ブラジル、アメリカ  (ANDREYセミナー)
2017年
スリランカ(セミナー)、ネパール(大会・セミナー)、パキスタン(大会・セミナー)、カンボジア (フン・セン首相特殊部隊セミナー、プラダル・セレイ極真空手指導セミナー)、イタリア(館長セミナー)、インド、ブラジル、アメリカ (ANDREYセミナー)
2018年
スリランカ8月18日・19日（開催 SouthAsia 1st open full cotact karate challenge)、ネパール、イタリア（ANDREYセミナー）、ネザーランド、インド、ブラジル、アメリカ (ANDREYセミナー)
2019年
日本（総本部セミナー）、ネパール(大会・セミナー)、カンボジア(セミナー)、インド、アメリカ  (ANDREYセミナー)
2020年
日本（総本部セミナー）、ネパール 1月25日・26日 (1st Asia cup)、イタリア(セミナー)、インド、ブラジル、アメリカ  (ANDREYセミナー)
2021年
日本（総本部セミナー）、リビア(大会・セミナー)、インド、ブラジル、アメリカ (ANDREYセミナー)
2022年
4月 ネパール（セミナー）
5月 インド（セミナー）
6月1日 ネザーランド （セミナー）
6月6日 スイス（セミナー）
その他 小規模な大会・セミナーは各国支部にて頻繁的に開催されている。

## 歴代
- 極真会館創立者 大山倍達総裁
- 海外支部登記 WORLD KYOKUSHIN KAI KARATE ORGANIZATION  ロジャー・レソウド師範
- 二代目継承 宗家 アンドレイ・コロムベ
- 三代目継承 館長 岩下清伸
- 一般社団法人ワールド極真会空手連盟 代表理事

## 新聞
- 岐阜新聞 [注釈 3]
- 岐阜新聞 [注釈 4]
- 岐阜新聞 [注釈 5]  （市長動静）記事 https://www.city.yamagata.gifu.jp/uploaded/attachment/12983.pdf

ネパール (Nepal)
- 28 Jan.2020, Gorkhapatra Daily Newspaper (Government)[注釈 6]
- 28 Jan 2020, SAMACHAR PATRA NATIONAL NEWS[注釈 7]
- 28 Jan 2020, NAYA PATRIKA NATIONAL NEWS[注釈 8]
- 23 July 2020 SAURYA NEWSPAPER[注釈 9]
- SCHIEDAM IN HET NIEUWS[注釈 10]

## TV
Samurai - Bushido pugilato 

## 雑誌
- Samurai - Bushido pugilato [注釈 12]
- Samurai - Bushido pugilato[注釈 13]
- IKM international kung-fu magazine [注釈 14]
- IKM international kung-fu magazine [注釈 15]

## 書籍
我が人生に空手あり（2022年1月18日発行Amazon Kindle）https://www.amazon.co.jp/我が人生に空手あり（前編）-岩下清伸-ebook/dp/B09QQN8HJV?nodl=1&dplnkId=2c799096-be67-410f-9f79-73e727f7e3a4#aw-udpv3-customer-reviews_feature_div